# Клоуи Гонг
Клоуи Гонг (на английски: Chloe Gong) е китайско-новозеландска авторка на юношеска художествена литература. Дебютният ѝ роман от 2020 г., „Тез бурни чувства“, е бестселър на Ню Йорк Таймс.

## Биография
Гонг е родена на 16 декември 1998 г. в Шанхай, Китай, но се премества в Нова Зеландия със семейството си, когато е едва на две години.  Тя има по-малка сестра и брат. Отгледана е в Окланд, Нова Зеландия, и посещава колежа Рангитото.  Докато израства в Нова Зеландия, Гонг е потопена в китайска култура у дома: семейството говори на шанхайски, готвят китайска храна и празнуват китайски празници. 
Тя започва да пише книги на 13-годишна възраст, използвайки приложението Notes на своя iPad. Към декември 2020 тя е написала девет книги (средно около един ръкопис годишно). Гонг има двойна специалност в английски и международни отношения от Университета на Пенсилвания.
Клоуи Гонг пише дебютния си роман от 2020 г., These Violent Delights, през май 2018 г. след първата си година в колежа.  Книгата представя сюжетна линия от 20-те години на миналия век в стил Ромео и Жулиета, която се развива в Шанхай. На 21-годишна възраст Гонг става един от най-младите автори на YA литература в списъка с бестселъри на Ню Йорк Таймс.  През 2021 г тя печели най-добър младежки роман на наградите на сър Джулиъс Фогел за These Violent Delights.  Продължението, Our Violent Ends, е издадено през ноември 2021 г.  Гонг също пише спиноф дуология, която следва „познат герой“ от These Violent Delights. Първата книга от спиноф дуологията, Foul Lady Fortune, се очаква да излезе през есента на 2022 г.  
През ноември 2021 г. Гонг обяви първата си фантастична трилогия за възрастни, вдъхновена от Антоний и Клеопатра на Шекспир и китайския град Коулун. Първата книга от трилогията, Immortal Longings, ще излезе през лятото на 2023 г. 

### Серия „Тез бурни чувства“ (These Violent Delights)
1. These Violent Delights (2020)[12]
Тез бурни чувства, изд. „Егмонт България“ (2022), прев. Йоана Гацова, ISBN 9789542727033
2. Our Violent Ends (2021)
Тоз бурен край, изд. „Егмонт България“ (2022), ISBN 9789542727491

#### Съпътстващи издания
- A RomaJuliette Christmas Special (2020) – разказ

### Серия „Гадната лейди Късмет“ (Foul Lady Fortune)
1. Foul Lady Fortune (2022)

#### Съпътстващи издания
- Last Violent Call (2023)[13]

### Серия „Плътта и фалшивите богове“ (Flesh and False Gods)
1. Immortal Longings (2023)[13]

### Сборници
- The Gathering Dark: An Anthology of Folk Horror (2022) – с Тори Бовалино, Алекс Браун, Оливия Чада, Кортни Гулд, Шакира Мойс, Аден Полидорос, Алисън Сафт, Ерика Уотърс, Хана Ф. Уитън
- Eternally Yours (2022) – с Патрис Колдуел, Калин Байрон, Кендар Блейк, Кат Чо, Мелиса де ла Круз, Хафса Файзал, Сара Гейли, Алексис Хендерсън, Адиб Хоррам, Кейси Маккуистън, Сандия Менон, Акшая Раман, Мари Руткоски, Джулиан Уинтърс